# C/1825 N1
 C/1825 N1 lub kometa Ponsa – kometa długookresowa, którą można było obserwować gołym okiem w 1825 roku. Prawdopodobnie wróci w okolice Słońca.

## Odkrycie i obserwacje komety
Kometę zaobserwował po raz pierwszy Jean-Louis Pons 18 lipca 1825 roku. 11 grudnia tegoż roku przeszła ona przez peryhelium swej orbity.

## Orbita komety
C/1825 N1 porusza się po orbicie w kształcie bardzo wydłużonej elipsy o mimośrodzie 0,99. Peryhelium znajdowało się w odległości 1,24 j.a. od Słońca. Nachylenie jej orbity do ekliptyki wynosi 146,4˚.